# Біосферний заповідник Кафа
Біосферний заповідник Кафа розташований у зоні Кафа в Ефіопії приблизно в 460 км на південний захід від Аддис-Абеби. Він був заснований у 2010 році і має площу 2,193 км². Але екосистема Кафа простягається на понад 7,600 км²,  де проживає понад 600 000 осіб.

## Екологічна характеристика
Зона Кафа містить понад 50% залишків гірських лісів Ефіопії, і це центр походження та генетичного різноманіття дикої кави арабіки. Біосферний заповідник Кафа містить близько 5000 диких сортів арабіки, що робить його надзвичайно важливим для збереження генетичного різноманіття кави.

### Флора
Біосферний заповідник Кафа містить 244 види судинних рослини. З них 110 видів є ендемічними. Ландшафти Кафа це — бамбукові ліси, хмарні ліси, заплавні ліси, річкові водно-болотні угіддя та афрогірські ліси. Coffea arabica, Phoenix reclinata та Dracaena afromontana є найпоширенішими видами рослин, відомими в Кафському біосферному заповіднику.

## Дика природа

### Ссавці
Біосферний заповідник Кафа є домом для бегемота, капського буйвола, бохорського редунки, дуїкера Харві, чубатого дикобраза, сірого дуїкера, бородавочника, гігантського лісового кабана, кущової свині та звичайного коба . Лев вважається одним із найзагадковіших видів, що зустрічаються в заповіднику. Він на цих територіях майже вимер і зустрічається дуже рідко. Інші хижі тварини, які живуть в Кафа це леопард, плямиста гієна, струнка мангуста, білохвоста мангуста, єгипетська мангуста, болотяна мангуста, цивета, звичайна генета, чепрачний шакал, медоїд. Є кілька видів приматів: гвереція, малий галаго, оливковий павіан, верветка і мавпа де Бразза. Також зустрічаються трубкозуб і чотирипалий їжак.

### Орнітофауна
Біосферний заповідник Кафа також є домом для 178 видів птахів. Серед них три ендеміка: жовтолобий папуга, пікулик ефіопський та тимелія ефіопська. Рябокрилий ібіс, пастушок ефіопський, чорнокрилий нерозлучник, білощокий турако, лібія червонолоба, брунатна мухоловка та крук ефіопський є майже ендеміками заповідника. Окрім ендемічних видів птахів, біосферний заповідник Кафа є домом для таких рідкісних птахів, як африканський вінценосний орел, чорний вінценосний журавель, сріблястощокий калао, малинівка Рюппеля і білошиїй журавель.

### Герпетофауна
У Кафському біосферному заповіднику зареєстровано 17 видів земноводних і 5 видів рептилій.

## Діяльність людини
Біосферний заповідник включає східно-афромонтанську гарячу точку біорізноманіття, а також культурну та мовну ідентичність, яка дуже відрізняється від решти Африки. Крім того, він зберігає унікальну культуру вирощування кави, яка глибоко вкорінена в економіці та історії Ефіопії.

Територія Кафа включає багато сільських поселень, які займаються  традиційним землекористування та об’єктів культурного та природного значення, де проживає приблизно 608 000 осіб.
Основною економічною діяльністю в регіоні є сільське господарство, яке становить приблизно 41% ВВП, 80% експорту та 80% зайнятого населення. Інші сектори економіки включають послуги та туризм, виробництво та торгівлю. Сільське господарство є основою економіки.
Основні напрямки управління Біосферним заповідником включають координацію ініціатив щодо збереження з акцентом на охорону ендемічних та глобально важливих генетичних ресурсів Coffea arabica та пов’язаних з нею екосистем, забезпечення постійного потоку високоякісної води до прилеглих регіонів, сприяння сталому розвитку для подолання бідності.